# Phthorima xanthaspis
Phthorima xanthaspis är en stekelart som först beskrevs av Thomson 1890.  Phthorima xanthaspis ingår i släktet Phthorima och familjen brokparasitsteklar. Arten är reproducerande i Sverige. Inga underarter finns listade i Catalogue of Life.